# Герасимов, Анатолий Якимович
Анатолий Якимович Герасимов (27.04.1916 — 03.02.1995)- российский инженер, лауреат Сталинской премии 3-й степени (1951).
Место рождения: Свердловская обл., г. Нижний Тагил.
Окончил ЛЭТИ (1940, факультет приборостроения и спецтелемеханики). Работал в ЦНИИ «Электроприбор» (СКБ НКСП).
Участник войны с 30 июня 1941 г. в составе Ленинградской армии Народного ополчения, воевал на Ленинградском, Волховском и 2-м Прибалтийском фронтах (старший мастер по приборам).
В 1945 г. демобилизовался и вернулся в ЦНИИ «Электроприбор» (СКБ НКСП, с 1949 г. преобразован в НИИ-303).
Лауреат Сталинской премии 3-й степени 1951 года (в составе коллектива) — за создание прибора. Награждён орденами Красной Звезды, Отечественной войны II степени, «Знак Почёта», медалями «За боевые заслуги», «За оборону Ленинграда» и многими другими.